# 余華
余华（1960年4月3日—），浙江嘉兴人，生于浙江杭州，祖籍山东高唐，中华人民共和国作家、醫生，先锋派小说的代表人。余华从1983年开始发表小说，《十八岁出门远行》是他的成名作。代表作品有《兄弟》《許三觀賣血記》《活着》《在细雨中呼喊》等。其中《活着》和《许三观卖血记》同时入选百位批评家和文学编辑评选的“九十年代最有影响的十部作品”。《兄弟》被瑞士《时报》评选为2000年至2010年全球最重要的15部小说之一。其作品已被翻译成英语等20多种语言在外国出版。其他作品还有《鲜血梅花》《一九八六年》《我胆小如鼠》《四月三日事件》《世事如烟》《难逃劫数》《河边的错误》《古典爱情》《战栗》等，也写了不少散文、文评和音乐评论。現定居北京從事職業寫作。

## 生平

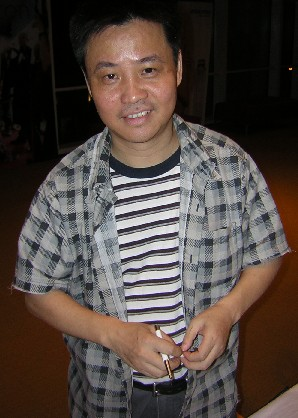
余华于2005年新加坡作家节

余华生于浙江杭州，父母皆从事医务工作，另有一名大2岁的哥哥，1岁时随父母迁至海盐县。:56–8小学和中学读书只能读到《毛泽东选集》和《鲁迅文集》。
1977年参加文革后的首次高考，落榜。后进入卫生学校学习。:84–6
1978年3月，被分配到海盐县武原镇卫生院从事牙医。:87
1983年，余华开始写作生涯。同年被借调到海盐县文化馆工作。
1991年发表个人第一部长篇小说《在细雨中呼喊》。
1993年出版《活着》；1995年发表《许三观卖血记》。
2004年，法国图书沙龙，余华、莫言、李锐三位作家获得“法兰西艺术与文学骑士勋章”。
2005年8月出版《兄弟》（上）；2006年4月出版《兄弟》（下）。
2011年1月由台湾麦田出版公司出版《十个词汇裡的中国》。
2011年4月，余华被聘请为杭州市文联名誉主席。
2013年6月由新星出版社出版《第七天》。
2021年3月1日出版《文城》。

## 作品

### 长篇小说
- 《在细雨中呼喊》（原名《呼喊与细雨》），1991年
- 《活着》，1992年
- 《许三观卖血记》，1995年
- 《兄弟》，2005年（上部）、2006年（下部）
- 《第七天》，2013年
- 《文城》，2021年

### 中短篇小说集
- 《鲜血梅花》
- 《现实一种》
- 《我胆小如鼠》
- 《战栗》
- 《世事如烟》
- 《黄昏里的男孩》

### 随笔集
- 《温暖和百感交集的旅程》
- 《音乐影响了我的写作》
- 《没有一条道路是重复的》
- 《山谷微风》

### 杂文集
- 《十個詞彙裡的中國》
- 《我们生活在巨大的差距里》
- 《我只知道人是什么》

### 文集
- 《余华作品系列》12册，2000上海文艺出版社
- 《余华作品、中短篇、散文随笔》共13册，作家出版社

## 出演

### 担任主演/主要嘉宾：

#### 电影
- 《小说》导演：吕乐
- 《一直游到海水变蓝》导演：贾樟柯

#### 综艺
- 《朗读者 第二季》导演：董卿
- 《我在岛屿读书》[9]

### 客串/友情出演

#### 电影
- 《无负今日》导演：赵小鸥 赵小溪[10]

## 獎項
- 1992年，第五届庄重文文学奖
- 1998年，意大利格林扎纳·卡佛文学奖（英语：Grinzane Cavour Prize）
- 2004年，法國藝術及文學勳章（騎士級）
- 2005年，中华图书特殊贡献奖
- 2008年，法国国际信使外国小说奖
- 2022年，俄罗斯亚斯纳亚∙波利亚纳文学奖（英语：Yasnaya Polyana Literary Award）最佳外语作品奖[11]

## 相关研究
对余华作品的相关研究伴随着对余华作品认可度的提升而不断扩大，主题常见于比较文学研究中。近三十年来，由于余华作品被译介为英文、法文、意大利文、德文、越南文等40多种语言，在美国、英国、澳大利亚、法国、德国、意大利、西班牙、葡萄牙、荷兰、瑞典、挪威、丹麦、芬兰、希腊、俄罗斯、保加利亚、匈牙利、捷克、斯洛伐克、塞尔维亚、斯洛文尼亚、波兰、罗马尼亚、土耳其、巴西、以色列、埃及、科威特、日本、韩国、越南、泰国、印度和印尼等40多个国家和地区出版，他的创作风格受到广泛研究关注，研究中不乏批判之声。